# Jean Smart
Jean Elizabeth Smart (Seattle, 13 de setembre de 1951) és una actriu estatunidenca de cinema, teatre i televisió. És més coneguda pels seus rols en comèdies com ara el de Charlene Frazier Stillfield en la sèrie de televisió de la CBS anomenada Designing Women; en drama en tant, ha estat aclamada pel seu retrat de Martha Logan en la seríe 24, sent nominada en 2006 i 2007 als Premis Primetime Emmy en les categories «Millor actriu de repartiment - Sèrie dramàtica» i «Millor actriu convidada - Sèrie dramàtica» respectivament. Recentment ha interpretat el rol de Regina Newly en la sèrie d'ABC cridada Samantha Who? (des de 2007 a 2009), rol en format comèdia que li va permetre aconseguir un Premi Emmy en 2008 en la categoria «Millor actriu de repartiment - Sèrie dramàtica».

## Primers anys
Smart és filla de Kay i Douglas Smart, un professor. És la segona de quatre fills, i li van diagnosticar diabetis mellitus de tipus 1 als tretze anys. Es va graduar el 1969 de la Ballard High School a Seattle; posteriorment, es va graduar al Programa de formació professional d'actors —anglès: Professional Actors Training Program— a la Universitat de Washington.

## Carrera
Després de graduar-se de la universitat, Smart va començar la seva carrera realitzant diverses aparicions teatrals a nivell regional mentre seguia vivint a Seattle (Seattle Repertory Theater i Ashland (Oregon) Shakespeare festival, entre altres). Es va mudar a Nova York a mitjans de la dècada de 1970 amb la seva amiga de la universitat i actriu Elizabeth Wingate (Lavery), i va començar a treballar en produccions de teatre Off-Broadway gairebé immediatament. En poc temps va fer el seu debut a Broadway retratant a Marlene Dietrich en l'obra Piaf de 1981, un paper que després repetiria en la versió televisiva de 1984. També el 1981, Smart va ser nominada per a un Drama Desk Award per la seva actuació en l'obra Off-Broadway titulada Last Summer at Bluefish Cove.

## Filmografia

### Cinema
| Any  | Títol                                       | Paper                  | Notes               |
| ---- | ------------------------------------------- | ---------------------- | ------------------- |
| 1979 | Gangsters                                   | N/D                    |                     |
| 1984 | Flashpoint                                  | Doris                  |                     |
| 1984 | Protocol                                    | Ella                   |                     |
| 1986 | Fire with Fire                              | Sister Marie           |                     |
| 1987 | Projecte X                                  | Dr. Criswell           |                     |
| 1992 | Baby Talk                                   | Narrador               |                     |
| 1992 | Mistress                                    | Patricia               |                     |
| 1993 | Homeward Bound: The Incredible Journey      | Kate                   |                     |
| 1994 | The Yearling                                | Ora Baxter             |                     |
| 1995 | The Brady Bunch Movie                       | Dena Dittmeyer         |                     |
| 1996 | Edie and Pen                                | Wendy the Waitress     |                     |
| 1998 | The Odd Couple II                           | Holly                  |                     |
| 1999 | Guinevere                                   | Deborah Sloane         |                     |
| 2000 | Forever Fabulous                            | Loreli Daly            |                     |
| 2000 | Snow Day                                    | Laura Brandston        |                     |
| 2000 | Disney's The Kid                            | Deidre Lefever         |                     |
| 2002 | Sweet Home Alabama                          | Stella Kay Perry       |                     |
| 2003 | Bringing Down the House                     | Kate Sanderson         |                     |
| 2004 | Alguna cosa en comú (Garden State)          | Carol                  |                     |
| 2004 | Estranyes coincidències (I Heart Huckabees) | Mrs. Hooten            |                     |
| 2004 | Balto III: Wings of Change                  | Stella (veu)           |                     |
| 2006 | Whisper of the Heart                        | Asako Tsukishima (veu) |                     |
| 2007 | Lucky You                                   | Michelle Carson        |                     |
| 2008 | Hero Wanted                                 | Melanie McQueen        |                     |
| 2009 | Youth in Revolt                             | Estelle Twisp          |                     |
| 2010 | Barry Munday                                | Carol Munday           |                     |
| 2010 | Life as We Know It                          | Holly's Mother         | No surt als crèdits |
| 2012 | Si vols de debò... (Hope Springs)           | Eileen                 |                     |
| 2016 | El comptable                                | Rita Blackburn         |                     |
| 2017 | Awaken the Shadowman                        | Evette                 |                     |
| 2018 | Life Itself                                 | Linda                  |                     |
| 2018 | A Simple Favor                              | Margaret McLanden      |                     |

### Televisió
| Any          | Títol                                                   | Paper                              | Notes                                                |
| ------------ | ------------------------------------------------------- | ---------------------------------- | ---------------------------------------------------- |
| 1979         | Before and After                                        | N/D                                | Telefilm                                             |
| 1983         | Reggie                                                  | Joan Reynolds                      | 6 episodis                                           |
| 1983         | Teachers Only                                           | Shari                              | 13 episodis                                          |
| 1984         | Maximum Security                                        | Dr. Allison Brody                  | 3 episodis                                           |
| 1984         | Single Bars, Single Women                               | Virge                              | Telefilm                                             |
| 1984         | Piaf                                                    | Marlene Dietrich                   | Telefilm                                             |
| 1986         | A Fight for Jenny                                       | Valerie Thomas                     | Telefilm                                             |
| 1986–1991    | Designing Women                                         | Charlene Olivia Frazier Stillfield | 119 episodis                                         |
| 1987         | Place at the Table                                      | Susan Singer                       | Telefilm                                             |
| 1991         | A Seduction in Travis County                            | Karen                              | Telefilm                                             |
| 1991         | Locked Up: A Mother's Rage                              | Cathy                              | Telefilm                                             |
| 1992         | Overkill: The Aileen Wuornos Story                      | Aileen Wuornos                     | Telefilm                                             |
| 1992         | Just My Imagination                                     | Pally Thompson                     | Telefilm                                             |
| 1993         | Batman: The Animated Series                             | Helen Ventrix (veu)                | Episodi: "See No Evil"                               |
| 1994         | Scarlett                                                | Sally Brewton                      | 3 episodis                                           |
| 1994         | The Yarn Princess                                       | Margaret Thomas                    | Telefilm                                             |
| 1995         | A Stranger in Town                                      | Rose                               | Telefilm                                             |
| 1995–1996    | High Society                                            | Elinore 'Ellie' Walker             | 13 episodis                                          |
| 1997         | Hey Arnold!                                             | Mare de Phoebe (veu)               | Episodi: "Freeze Frame/Phoebe Cheats"                |
| 1997         | Undue Influence                                         | Dana Colby                         | Telefilm                                             |
| 1998         | Style & Substance                                       | Chelsea Stevens                    | 13 episodis                                          |
| 1998         | A Change of Heart                                       | Elaine Mitchell                    | Telefilm                                             |
| 2000–2003    | Static Shock                                            | Maggie Foley (veu)                 | 3 episodis                                           |
| 2000–2004    | The District                                            | Detectiu Sherry Regan              | 14 episodis                                          |
| 2000–2001    | Frasier                                                 | Lana Gardner                       | 7 episodis                                           |
| 2000         | The Man Who Came to Dinner                              | Lorraine Sheldon                   | Telefilm                                             |
| 2001         | The Oblongs                                             | Pickles Oblong (veu)               | 8 episodis                                           |
| 2002–2007    | Kim Possible                                            | Dr. Ann Possible (veu)             | 40 episodis                                          |
| 2002–2003    | In-Laws                                                 | Marlene Pellet                     | 15 episodis                                          |
| 2004         | Audrey's Rain                                           | Audrey Walker                      | Telefilm                                             |
| 2004         | Killer Instinct: From the Files of Agent Candice DeLong | Candice DeLong                     | Telefilm                                             |
| 2004         | A Very Married Christmas                                | Ellen Griffin                      | Telefilm                                             |
| 2004–2005    | Center of the Universe                                  | Kate Barnett                       | 12 episodis                                          |
| 2004         | Hey Arnold!                                             | Reba Heyerdahl (veu)               | Episodi: "Phoebe's Little Problem/Grandpa's Packard" |
| 2006–2007    | 24                                                      | Martha Logan                       | 24 episodis                                          |
| 2007–2009    | Samantha Who?                                           | Regina Newly                       | 35 episodis                                          |
| 2008         | American Dad!                                           | Miriam Bullock (veu)               | Episodi: "One Little Word"                           |
| 2010–2011    | Hawaii 5.0                                              | Governador Pat Jameson             | 4 episodis                                           |
| 2010         | Psych                                                   | Gillian Tucker                     | Episodi: "Chivalry Is Not Dead...But Someone Is"     |
| 2011         | $h*! My Dad Says                                        | Rosemary Penworth                  | 4 episodis                                           |
| 2011         | A Royal Romance                                         | The Duchess of Cornwall            | Telefilm                                             |
| 2011–2012    | Harry's Law                                             | Roseanna Remmick                   | 7 episodis                                           |
| 2013         | Hot in Cleveland                                        | Bess                               | Episodi: "Conoga Falls"                              |
| 2013         | Call Me Crazy: A Five Film                              | Claire                             | Telefilm, segment: "Allison"                         |
| 2014         | Halt and Catch Fire                                     | LouLu Lutherford                   | Episodi: "High Plains Hardware"                      |
| 2014–2015    | Sirens                                                  | Nora Farrell                       | 3 episodis                                           |
| 2014         | Getting On                                              | Arlene Willy-Weller                | 2 episodis                                           |
| 2015         | The McCarthys                                           | Lydia                              | Episodi: "Gerard's Engagement Party"                 |
| 2015         | Fargo                                                   | Floyd Gerhardt                     | 9 episodis                                           |
| 2015–2016    | Girlfriends' Guide to Divorce                           | Katherine Miller                   | 5 episodis                                           |
| 2016         | Bad Internet                                            | President Powers                   | Episodi: "The President Goes Viral"                  |
| 2017–present | Legion                                                  | Melanie Bird                       | Paper principal; 18 episodis                         |
| 2017         | Angie Tribeca                                           | Carnie                             | Episodi: "License to Drill"                          |
| 2017         | Veep                                                    | Mrs. Walsh                         | Episodi: "Judge"                                     |
| 2018         | Big Mouth                                               | Depression Kitty (veu)             | Episodi: "The Department of Puberty"                 |
| 2018         | A Shoe Addict's Christmas                               | Charlie / Guardian Angel           | Telefilm                                             |
| 2018         | Dirty John                                              | Arlane Hart                        |                                                      |
| 2019         | Watchmen                                                | Laurie Blake/ Silk Spectre         |                                                      |
| 2021         | Mare of Easttown                                        | Helen                              | Minisèrie TV                                         |